# Partido Comunista Sírio (Bakdash)
Partido Comunista Sírio (Bakdash) (em árabe: الحزب الشيوعي السوري, Al-Hizb Al-Shuyū'ī Al-Sūrī) é um partido comunista da Síria.  Foi formado por Khalid Bakdash e sua facção anti-Perestroika do antigo Partido Comunista Sírio, dissolvido em 1986. Khalid Bakdash liderou o partido até sua morte em 1995, sendo sucedido por sua viúva, Wisal Farha Bakdash. Com o avanço da Guerra Civil Síria, o partido junto de outros membros da Frente Progressista Nacional manteve o apoio ao presidente Bashar al-Assad. Atualmente o secretário-geral é Ammar Bakdash, que sucedeu sua mãe na liderança do partido.[carece de fontes?]

## Ligações Externas
- Site oficial (pnf.org.sy)
- Página no Facebook